# VH1
VH1 (транскр.  Ви-Ејч ван; оригинално акроним од Video Hits One) амерички је кабловски канал са седиштем у Њујорку који је у потпуном власништву Вајаком компаније. Канал је почео са емитовањем 1. јануара 1985. године у власништву Тарнер броудкастинг систем.
Оригинална сврха канала била је да емитује музичке спотове као и канал МТВ, али оне старије, фокусирајући се на светлију, мекшу страну популарне музике. У скорије време, као и МТВ, VH1 је почео са емитовањем ријалити програма.
Од јануара 2016. године, око 90,2 милиона становништва САД има VH1 канал.